# Rondavel

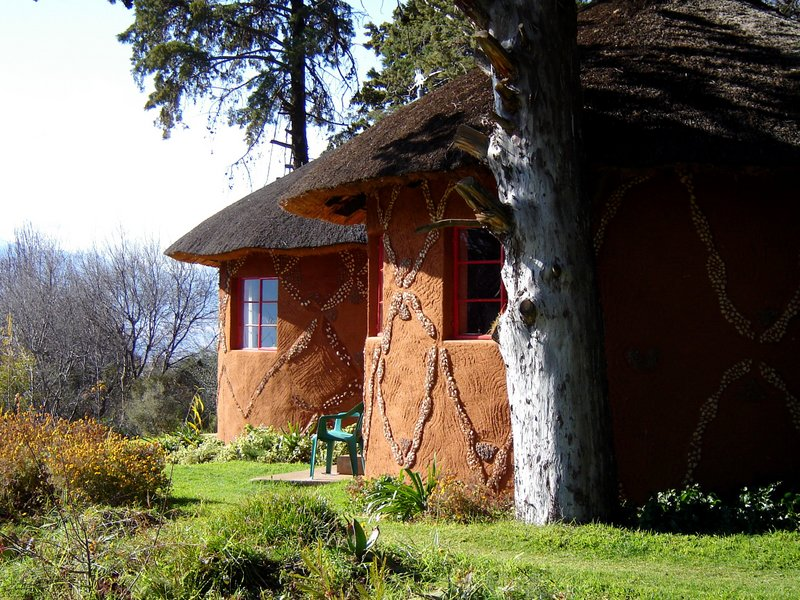
Dois rondavels em Mafekeng.

Rondavel é o nome que se dá às habitações circulares dos nativos, comuns na região sul do continente africano, em países como Lesoto e África do Sul.
O rondavel é feito de estuque, e o teto pontudo é feito de folhagens. As paredes são cobertas com esterco de vaca, e o chão é de lama seca.